# Gabriel Byrne
Gabriel James Byrne (Dublin, 12 de maio de 1950) é um ator, realizador, produtor e escritor irlandês, mais conhecido por interpretar o diabo no filme Fim dos Dias e por atuar nos filmes O Homem da Mascara de Ferro, Navio Fantasma, The Usual Suspects e Stigmata. Mais recentemente, a sua actuação como o Dr. Paul Weston na série televisiva Terapia tem sido aclamada pelos críticos.

## Biografia
Primogênito de uma família de seis filhos, Gabriel Byrne nasceu e cresceu em Dublin, filho de um tanoeiro, Dan e de uma enfermeira, Eileen. Durante a infância, passou cinco anos em um seminário, estudando para se tornar padre. Sem dar prosseguimento a vida de seminarista, mais tarde, veio a se formar em Arqueologia e Línguas, na Universidade de Dublin.

## Carreira
Antes de descobrir sua paixão pela atuação, Byrne chegou a trabalhar como arqueólogo, cozinheiro e como toureiro.
Aos 29 anos de idade ingressou no Focus Theatre, dando início à carreira de ator, nos palcos de teatro. Depois, juntou-se ao Royal Court Theatre e, subsequentemente, ao Royal National Theatre. Estreou na televisão em 1978, quando fez apenas algumas participações durante as duas últimas temporadas da telenovela The Riordans. Logo em seguida, porém, passou a ser o astro de sua própria telenovela, estrelando em Bracken.
Em 1981, na pele de Uther Pendragon, conseguiu o primeiro papel no cinema, atuando em Excalibur, um clássico de John Boorman.
Seus trabalhos seguintes, junto a diretores renomados, como Costa-Gavras e Michael Mann, acabariam por levá-lo a voos mais altos.
Em 1985, atuando em Em Defesa da Verdade, Byrne foi apresentado ao público estadunidense e, dois anos mais tarde, o ator já passaria a morar nos Estados Unidos da América.
Durante as filmagens de Marcas de uma Paixão, de 1987, Byrne conheceu Ellen Barkin, com quem viria a se casar no ano seguinte. Tiveram dois filhos e, em 1993, separaram-se, de forma bastante amigável.
Em 1990, estrelando em Ajuste Final, dos irmãos Coen, Byrne passou a ser mais reconhecido pela audiência.
Nos anos que se seguiram, além de continuar atuando, também passou à produção de filmes, como em 1993, quando foi o produtor executivo de Em Nome do Pai. Então, em 1995, encabeçando o elenco The Usual Suspects, Byrne viu sua carreira decolar devido ao enorme sucesso do filme. Seguiu atuando em grandes produções, tais como O Homem da Máscara de Ferro, Stigmata.
Em 1999, interpretou o diabo no sucesso de bilheterias, Fim dos Dias, alcançando mais sucesso em sua carreira.
Com a carreira já consolidada, Byrne deixou os blockbusters de lado, e tornou a optar por filmes independentes, tais como Feira das Vaidades, Segunda Chance e A Ponte de San Luis Rey.

## Filmografia
No cinema
| - Hereditário (2018) - Vampire Academy: Blood Sisters (2014) - Leningrad (2009) - Aritmética Emocional (2007) - Jindabyne (2006) - A Conquista da Liberdade (2005) - Assalto à 13ª (2005) - A Ponte de San Luis Rey (2004) - Segunda Chance (2004) - Feira das Vaidades (2004) - Shade - Nos Bastidores do Jogo (2003) - O Navio Fantasma (2002) - Horas Contadas (2002) - Spider - Desafie Sua Mente (2002) - Um Caminho para Virginia (2002) - O Encontro de Brendan e Trudy (2000) - Canone inverso - making love (2000) - Fim dos Dias (1999)- diabo - Stigmata (1999)- Padre Andrew Kiernan - A Lenda de Camelot (1998) - Inimigo do Estado (1998) - Eternos Rivais (1998) - O Homem da Máscara de Ferro (1998) - Casamento Polonês (1998) - Inocentes Pecadores (1997) - O Fim da Violência (1997) - Mistério na Neve (1997) - Caminhos Cruzados (1996) - Tempos de Rebeldia (1996) | - Prazer em Matar-te (1996) - Feitiço das Estrelas (1995) - Dead man (1995) - The Usual Suspects (1995)- Dean Keaton - Little Women (1994) - Tribunal sob Suspeita (1994) - Uma Virada do Destino (1994) - Jutland - Reinado de Ódio(1994) - Uma Mulher Perigosa (1993) - A Assassina (1993) - No Limite da Inocência (1992) - Mundo Proibido (1992) - Shipwrecked (1990) - Miller's Crossing\|Ajuste Final (1990) - Alta Obsessão (1989) - Um Soldado, uma História (também traduzido para o português por Tempo de Guerra) (1988) - Correio do Vício (1988) - Marcas de uma Paixão (1987) - Está Sobrando uma Mulher (1987) - Júlia e Júlia (1987) - A Grande Cruzada (1987) - Gótico (1986) - Em Defesa da Verdade (1985) - A Fortaleza Infernal (1983) - Hanna K. (1983) - Excalibur (1981)- Uther Pedragon |

Na televisão
- "Marco Polo" (2016)
- Vikings (2013)
- In Treatment (2008-2010)
- Madigan Men (2000)
- Weapons of Mass Destruction (Os Rivais) (1997)
- Buffalo Girls (Buffalo Girls - As Últimas Pistoleiras do Oeste) (1995)
- All Things Bright and Beautiful (Todas as Coisas São Belas) (1994)
- Christopher Columbus (Cristóvão Colombo) (1985)
- Bracken (1978)
- The Riordans (1978)

## Principais prêmios e indicações
Gabriel Byrne já foi lembrado, e também premiado, em outros festivais de cinema, pelo mundo a fora.
66º Golden Globe Awards
- Vencedor Melhor Ator Principal em uma Série Dramática por In Treatment

Australian Film Institute (Austrália)
- Indicado na categoria de melhor ator por Jindabyne (2006)

Fantasporto (Portugal)
- Venceu na categoria melhor ator por Gótico (1986)

IFTA Awards (Irlanda)
- Indicado na categoria de melhor ator por Jindabyne (2006)
- Indicado na categoria de melhor ator por A Conquista da Liberdade (2005)

Jacob's Awards (Irlanda)
- Venceu na categoria de melhor ator em série de televisão dramática por Bracken (1978)

Satellite Awards (EUA)
- Indicado na categoria de melhor ator em minissérie ou filme para televisão por Os Rivais (1997)